# 阿瓦德人
阿瓦德人，是分布於印度北方邦、比哈爾邦和贾坎德邦和尼泊爾德賴平原的印度-雅利安民族，人口約55000000人。
他們佔尼泊爾人口1.9%，不只在印度和尼泊爾，阿瓦德人也分布於加勒比海地區，南非、毛里求斯和斐濟。
他們信仰印度教等宗教。